# Ioba
O Ioba é uma província de Burkina Faso localizada na região de Sul-Oeste. Sua capital é a cidade de Dano.

## Departamentos

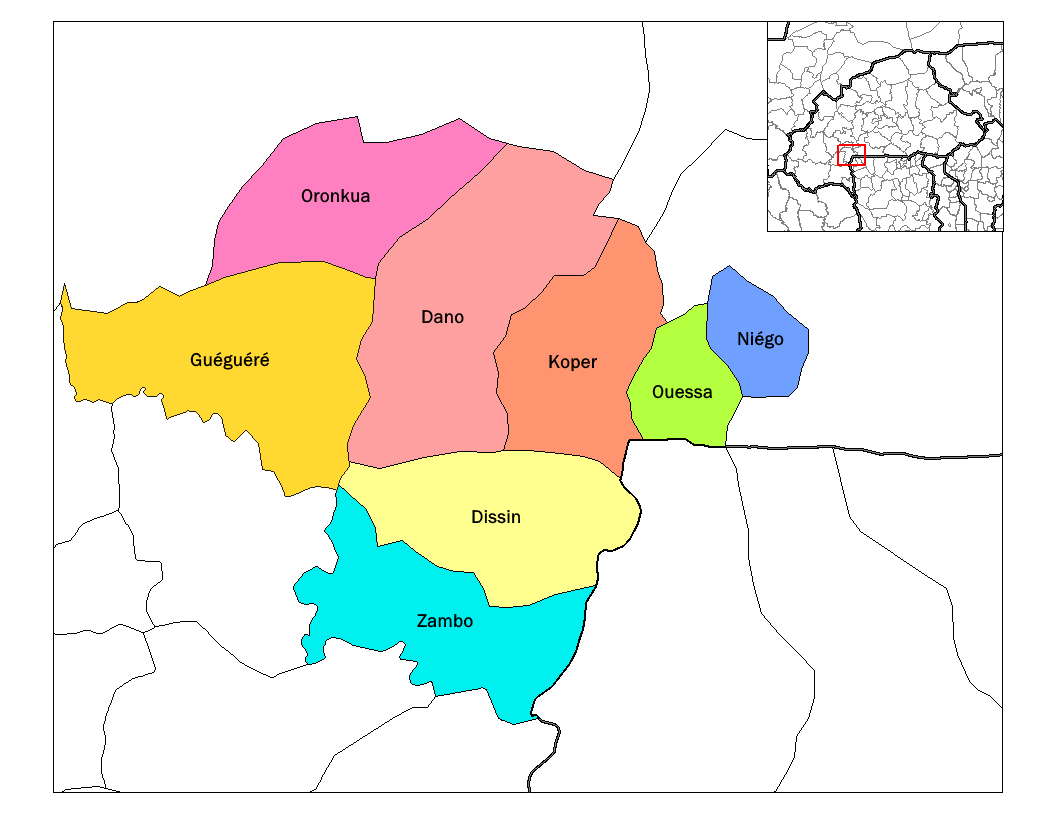
Localização dos diversos departamentos da província do Ioba, Burkina Faso

A província do Ioba está dividida em oito departamentos:
- Dano
- Dissin
- Guéguéré
- Koper
- Niego
- Oronkua
- Ouessa
- Zambo